# نیروگاه حرارتی بعثت
نیروگاه حرارتی بعثت (در جنوب شهر تهران در مجاورت شهرک بعثت، تأسیس ۱۳۴۶)، یکی از نیروگاه‌های ایران از نوع حرارتی با ظرفیت تولید ۲۴۷٫۵ مگاوات است که شامل ۳ واحد بخار ۸۲٫۵ مگاواتی است.

## معرفی
این نیروگاه از نوع نیروگاه‌های حرارتی است که در چند مرحله در سال‌های ۱۳۴۶ و ۱۳۴۷ وارد شبکه سراسری کشور شد و ساخت شرکت جنرال الکتریک می‌باشد.
این نیروگاه بخشی از خط سراسری برق ایران است که برای نخستین بار در کشور در سال ۱۳۴۵ به صورت شبکه ۲۳۰ کیلوولت در تهران احداث گردید، بخش ابتدایی این خط در نزدیکی سد دز و بخش انتهایی آن در نزدیکی نیروگاه بعثت قرار دارد که واقع شبکه اصلی برق غرب را تشکیل می‌دهند

## مشخصات
این نیروگاه ۳ واحد ۸۲٫۵ مگاواتی است که در مجموع دارای قدرت نامی  ۲۴۷٫۵ مگاوات هستند. اما در حال حاضر چه در فصل تابستان و چه در فصل زمستان قدرت عملی ۲۲۵ مگاواتی را وارد شبکه می‌تواند بکند.
پست این نیروگاه از نوع ۶۳ کیلوولت با ۱۹ بی و ۲۳۰ کیلوولت با ۸ بی می‌باشد.

## تعمیرات اساسی
این نیروگاه در اواخر سال ۸۶ برای مدتی از شبکه سراسری برق کشور خارج شد و مورد تعمیرات اساسی قرار گرفت. در این تعمیر اساسی، مراحل بازسازی و نوسازی برج خنک کن، تعمیرات اساسی توربین، ساخت و نصب شینه‌های استاتور ژنراتور، ساخت و راه اندازی مرکز کنترل سیستم‌های جدید PCL و آماده سازی تابلو کنترل سیستم برای سه واحد بخار نیروگاه، نصب و راه اندازی سیستم‌های جدید واحد ۲، جهت حذف مصرف سوخت گازوئیل و با جایگزینی سوخت مصرفی گاز طبیعی جهت مصرف بهینه سوخت فسیلی انجام شد.

## مصرف آب
نیروگاه بعثت از برج‌های خنک‌کنندهٔ تر استفاده می‌کند که مصرف آب زیادی دارند و این موضوع مورد انتقاد کارشناسان قرار گرفته است.